# Lola Dueñas
Lola Dueñas, nome d'arte di María Dolores Dueñas Navarro (Madrid, 6 ottobre 1971), è un'attrice spagnola.

## Biografia
Figlia d'arte alterna ruoli cinematografici con ruoli televisivi. Il grande pubblico anche internazionale la conosce attraverso la sua partecipazione al film Mare dentro di Alejandro Amenábar e poi per il ruolo di Sole, protagonista del film di Pedro Almodóvar Volver - Tornare del 2006, è stata richiamata dal regista spagnolo ad interpretare il ruolo, piccolo ma significativo, della lettrice di labiali nel film Gli abbracci spezzati (2009) e ancora nella parte di Bruna in Gli amanti passeggeri (2013).

## Premi
Ha vinto per due volte il premio Goya per la migliore attrice protagonista spagnola, nel 2004 per Mare dentro e nel 2009 per Yo, también. Nel 2006 ha inoltre vinto il Premio all'interpretazione femminile al Festival di Cannes, in quella occasione eccezionalmente assegnato alle sei attrici (tra le quali Penélope Cruz), del cast femminile del film Volver - Tornare.

## Filmografia parziale
- Mensaka, regia di Salvador García Ruiz (1998)
- Parla con lei (Hable con ella), regia di Pedro Almodóvar (2002)
- Mare dentro (Mar adentro), regia di Alejandro Amenábar (2004)
- 20 centimetri (20 centímetros), regia di Ramón Salazar (2005)
- Volver - Tornare (Voler), regia di Pedro Almodóvar (2006)
- Fuori menù (Fuera de carta), regia di Nacho G. Velilla (2008)
- Gli abbracci spezzati (Los abrazos rotos), regia di Pedro Almodóvar (2009)
- Yo, también, regia di Álvaro Pastor e Antonio Naharro (2009)
- Angèle e Tony (Angèle et Tony), regia di Alix Delaporte (2010)
- Le donne del 6º piano (Les Femmes du 6e étage), regia di Philippe Le Guay (2011)
- Gli amanti passeggeri (Los amantes pasajeros), regia di Pedro Almodóvar (2013)
- The Lonely Hearts Killers (Alleluia), regia di Fabrice Du Welz (2014)
- Zama, regia di Lucrecia Martel (2017)
- Bird Box Barcellona (Bird Box Barcelona), regia di Álex Pastor e David Pastor (2023)